# Saint-Julien-le-Châtel
Pour les articles homonymes, voir Saint-Julien et Chatel.
Saint-Julien-le-Châtel est une commune française située dans le département de la Creuse en région Nouvelle-Aquitaine.

## Géographie

### Généralités

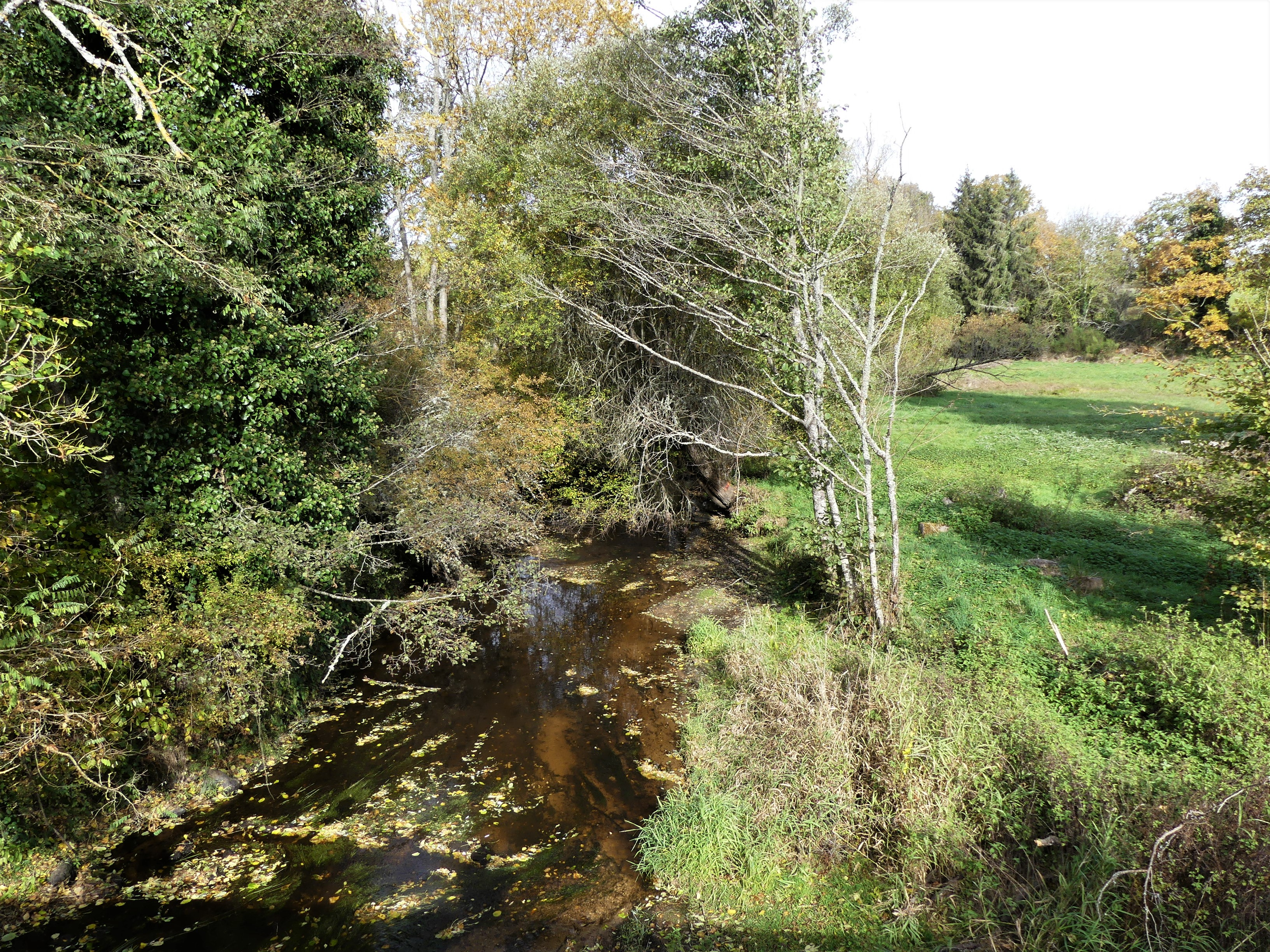
La Voueize au pont de la RD 84.

Dans le centre de la France, plus précisément dans le quart nord-est du département de la Creuse, la commune de Saint-Julien-le-Châtel s'étend sur 15,30 km2. Le territoire communal est traversé du sud au nord sur cinq kilomètres par la Voueize et à l'ouest par son affluent le ruisseau de l'Étang Pinaud qui forme une retenue importante d'environ 35 hectares à l'étang de Pinaud. La commune est bordée au sud-est sur près de deux kilomètres par la Tardes.
L'altitude minimale avec 397 mètres se trouve localisée à l'extrême nord-ouest, là où le ruisseau de l'Étang Pinaud quitte le territoire communal et entre sur celui de Pierrefitte. L'altitude maximale avec 482 mètres est située un kilomètre et demi à l'est-sud-est du bourg, près du lieu-dit la Barre.
À l'intersection des routes départementales (RD) 40, 54 et 84, le bourg de Saint-Julien-le-Châtel est situé, en distances orthodromiques, vingt kilomètres au nord-nord-est d'Aubusson, la sous-préfecture.
Le territoire communal est également desservi par les RD 55 et 993.

### Communes limitrophes

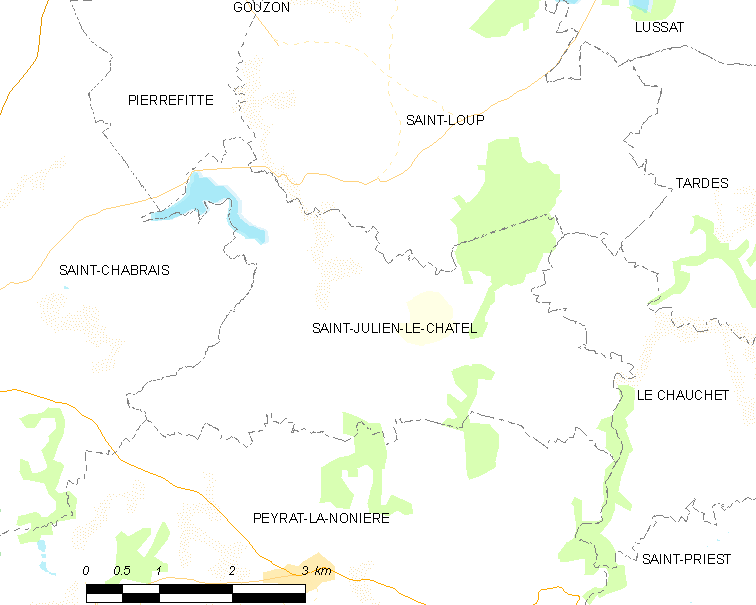
Carte de Saint-Julien-le-Châtel et des communes avoisinantes.

Saint-Julien-le-Châtel est limitrophe de cinq autres communes.
| Pierrefitte    | Saint-Loup             |             |
| Saint-Chabrais | Saint-Julien-le-Châtel | Le Chauchet |
|                | Peyrat-la-Nonière      |             |

### Climat
Pour des articles plus généraux, voir Climat de la Nouvelle-Aquitaine et Climat de la Creuse.
Historiquement, la commune est exposée à un climat montagnard.  
En 2020, Météo-France publie une typologie des climats de la France métropolitaine dans laquelle la commune est exposée à un climat de montagne et est dans la région climatique  Ouest et nord-ouest du Massif Central, caractérisée par une pluviométrie annuelle de 900 à 1 500 mm, maximale en automne et en hiver.
Pour la période 1971-2000, la température annuelle moyenne est de 10,3 °C, avec une amplitude thermique annuelle de 15,5 °C. Le cumul annuel moyen de précipitations est de 908 mm, avec 11,6 jours de précipitations en janvier et 7,5 jours en juillet. Pour la période 1991-2020, la température moyenne annuelle observée sur la station météorologique la plus proche, située sur la commune de Lupersat à 15,98 km à vol d'oiseau, est de 10,8 °C et le cumul annuel moyen de précipitations est de 934,9 mm,. Pour l'avenir, les paramètres climatiques de la commune estimés pour 2050 selon différents scénarios d'émission de gaz à effet de serre sont consultables sur un site dédié publié par Météo-France en novembre 2022.

### Milieux naturels et biodiversité

#### Espaces protégés
La protection réglementaire est le mode d’intervention le plus fort pour préserver des espaces naturels remarquables et leur biodiversité associée,.
Aucune aire protégée ne concerne le territoire communal.

#### Réseau Natura 2000
Le réseau Natura 2000 est un réseau écologique européen de sites naturels d'intérêt écologique élaboré à partir des directives habitats et oiseaux, constitué de zones spéciales de conservation (ZSC) et de zones de protection spéciale (ZPS).
Aucun site Natura 2000 n'a été défini sur la commune.

#### Zones naturelles d'intérêt écologique, faunistique et floristique
L'inventaire des zones naturelles d'intérêt écologique, faunistique et floristique (ZNIEFF) a pour objectif de réaliser une couverture des zones les plus intéressantes sur le plan écologique, essentiellement dans la perspective d’améliorer la connaissance du patrimoine naturel national et de fournir aux différents décideurs un outil d’aide à la prise en compte de l’environnement dans l’aménagement du territoire.
En 2022, deux ZNIEFF sont recensées sur la commune d’après l'INPN.
Le bassin versant de l'étang des Landes est une ZNIEFF de type 2 qui concerne l'intégralité de ce bassin versant, qui s'étend sur 30,52 km2, sur le territoire de six communes. Cette ZNIEFF est remarquable par la présence de très nombreuses espèces, dont 92 sont déterminantes : 73 animales et 19 végétales. Sur le territoire de Saint-Julien-le-Châtel, elle représente toute une zone dans le nord-est de la commune, sur environ 140 hectares, comprenant les lieux-dits le Bois Poissin et les Feuillades.
Le site « Étang Pinaud » est une zone naturelle d'intérêt écologique, faunistique et floristique (ZNIEFF) de type 1 située principalement dans le nord-ouest du territoire de Saint-Julien-le-Châtel, et très partiellement sur ceux de Pierrefitte et Saint-Chabrais ; il englobe l'étang de Pinaud proprement dit dans son intégralité et ses rives, ainsi que la vallée du ruisseau de Rebeyrette, sur les 600 mètres en amont de l’étang,.
Bien que limitée à une superficie de moins d'un kilomètre carré, cette ZNIEFF présente une diversité biologique importante avec 63 espèces animales recensées (une libellule et 62 oiseaux), dont douze espèces déterminantes d'oiseaux, ainsi que 74 espèces végétales dont une déterminante.

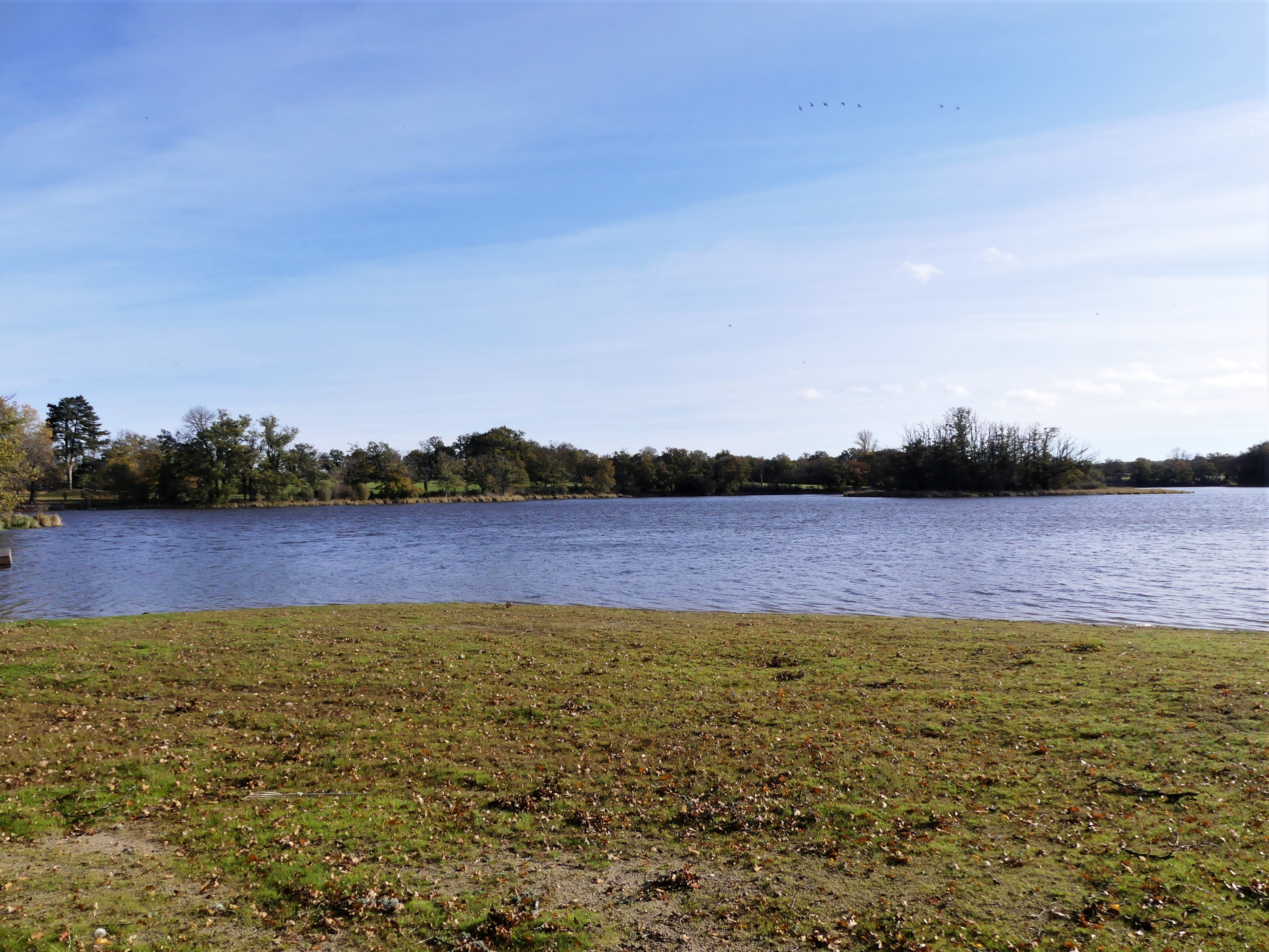
L'étang de Pinaud, au cœur de la ZNIEFF de type 1 « Étang Pinaud ».
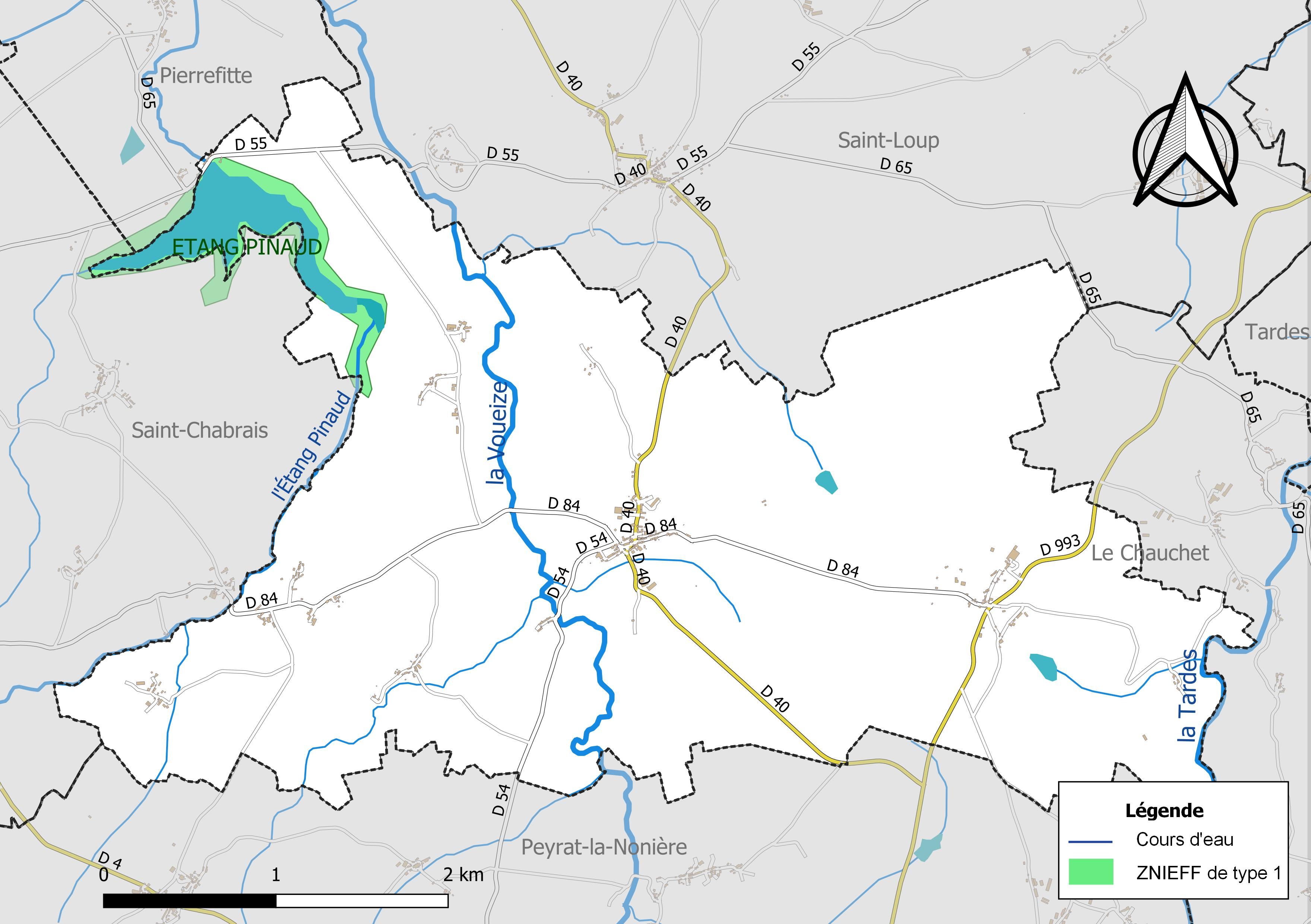
Carte de la ZNIEFF de type 1 (en vert) dans le nord-ouest de la commune.
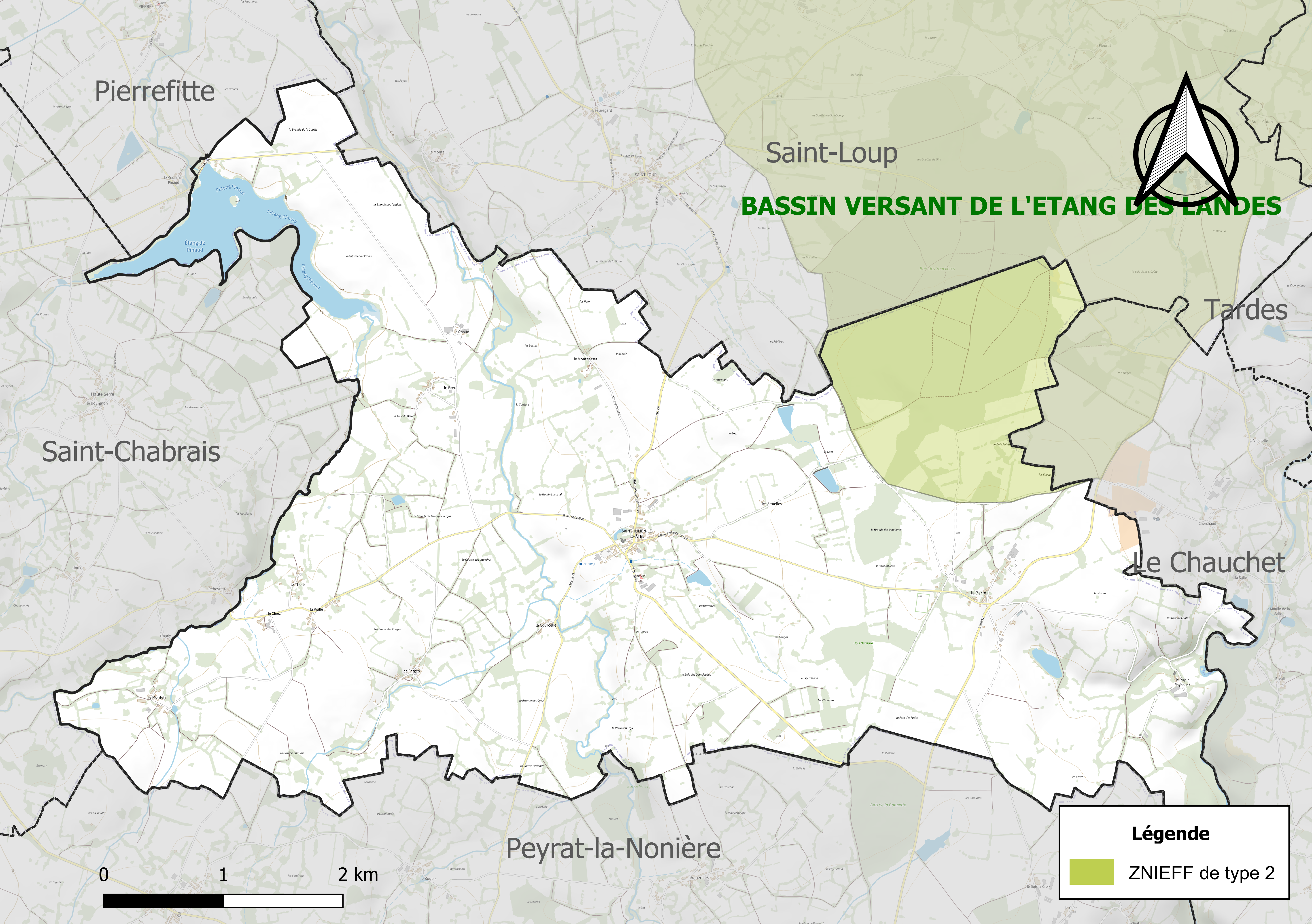
Carte de la ZNIEFF de type 2 (en vert pâle) dans le nord-est de la commune.

## Urbanisme

### Typologie
Au 1er janvier 2024, Saint-Julien-le-Châtel est catégorisée commune rurale à habitat très dispersé, selon la nouvelle grille communale de densité à 7 niveaux définie par l'Insee en 2022.
Elle est située hors unité urbaine et hors attraction des villes,.

### Occupation des sols
L'occupation des sols de la commune, telle qu'elle ressort de la base de données européenne d’occupation biophysique des sols Corine Land Cover (CLC), est marquée par l'importance des territoires agricoles (88,8 % en 2018), une proportion sensiblement équivalente à celle de 1990 (88,1 %). La répartition détaillée en 2018 est la suivante : 
prairies (53,5 %), zones agricoles hétérogènes (32,5 %), forêts (8,8 %), terres arables (2,8 %), eaux continentales (2,4 %). L'évolution de l’occupation des sols de la commune et de ses infrastructures peut être observée sur les différentes représentations cartographiques du territoire : la carte de Cassini (XVIIIe siècle), la carte d'état-major (1820-1866) et les cartes ou photos aériennes de l'IGN pour la période actuelle (1950 à aujourd'hui).

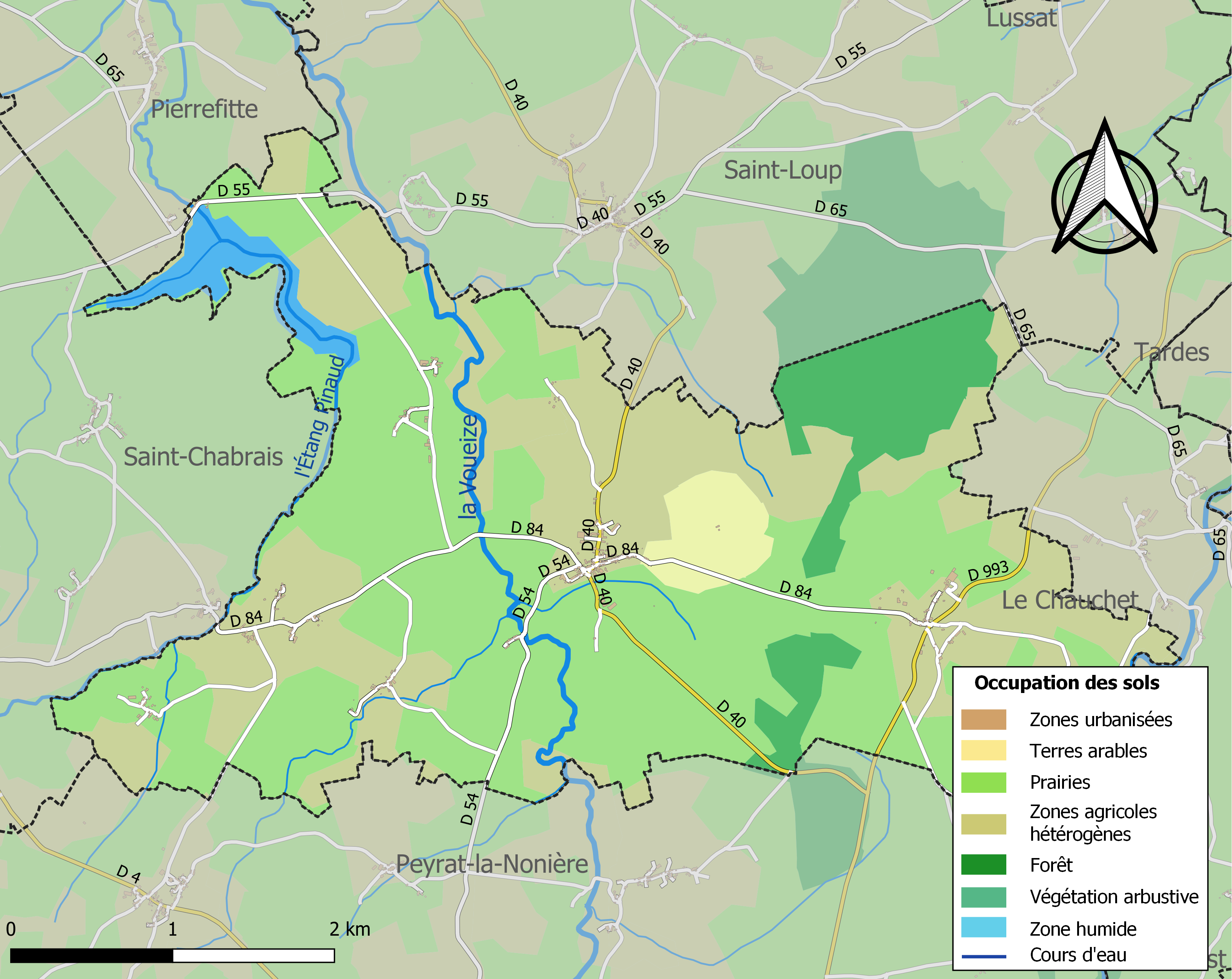
Carte des infrastructures et de l'occupation des sols de la commune en 2018 (CLC).

### Transport routier
- Réseau TransCreuse

### Risques majeurs
Le territoire de la commune de Saint-Julien-le-Châtel est vulnérable à différents aléas naturels : météorologiques (tempête, orage, neige, grand froid, canicule ou sécheresse) et séisme (sismicité faible). Il est également exposé à un risque particulier : le risque de radon. Un site publié par le BRGM permet d'évaluer simplement et rapidement les risques d'un bien localisé soit par son adresse soit par le numéro de sa parcelle.

#### Risques naturels

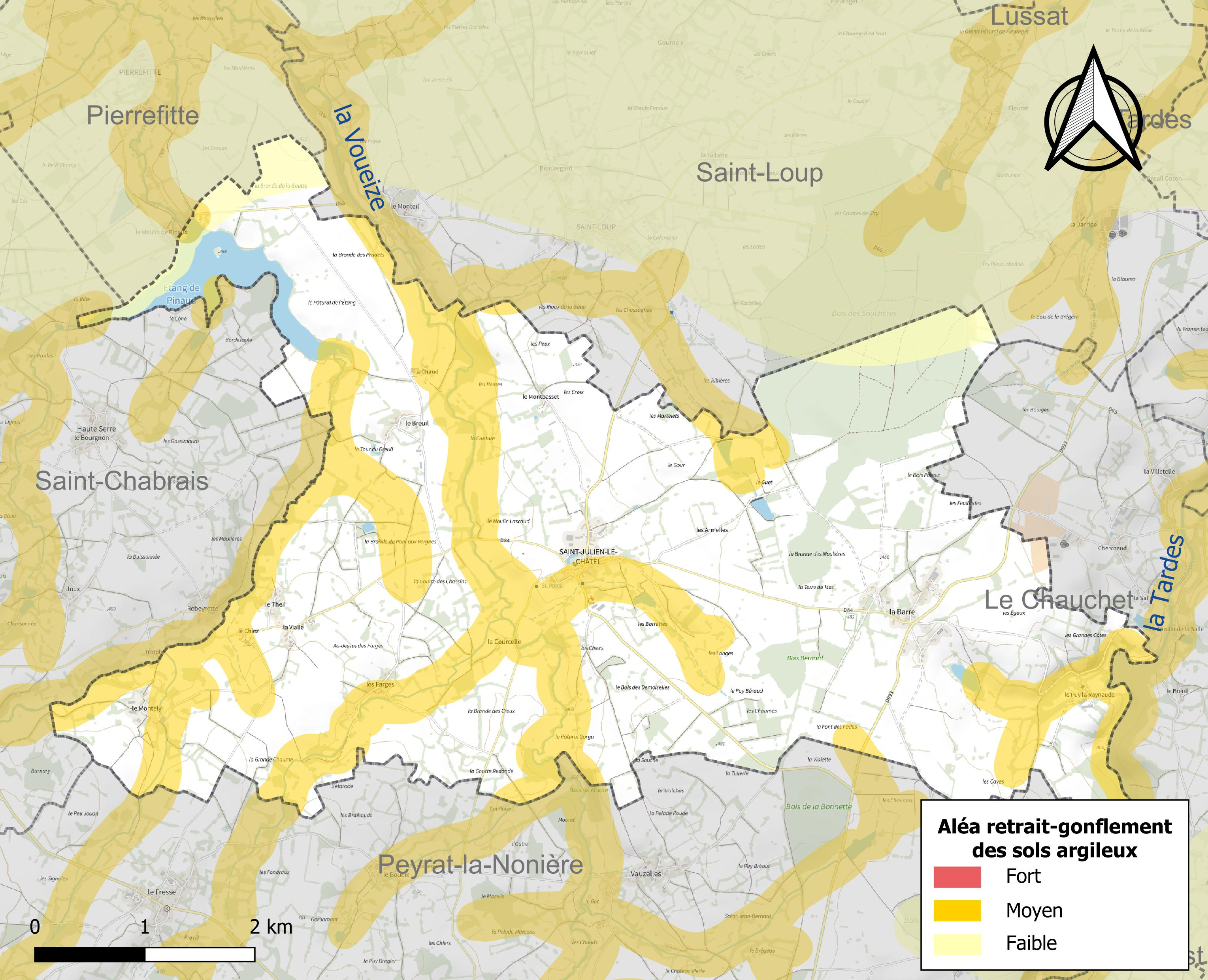
Carte des zones d'aléa retrait-gonflement des sols argileux de Saint-Julien-le-Châtel.

Le retrait-gonflement des sols argileux est susceptible d'engendrer des dommages importants aux bâtiments en cas d’alternance de périodes de sécheresse et de pluie. 27,9 % de la superficie communale est en aléa moyen ou fort (33,6 % au niveau départemental et 48,5 % au niveau national). Sur les 115 bâtiments dénombrés sur la commune en 2019, 51 sont en aléa moyen ou fort, soit 44 %, à comparer aux 25 % au niveau départemental et 54 % au niveau national. Une cartographie de l'exposition du territoire national au retrait gonflement des sols argileux est disponible sur le site du BRGM,.
Par ailleurs, afin de mieux appréhender le risque d’affaissement de terrain, l'inventaire national des cavités souterraines permet de localiser celles situées sur la commune.
La commune a été reconnue en état de catastrophe naturelle au titre des dommages causés par les inondations et coulées de boue survenues en 1982 et 1999. Concernant les mouvements de terrains, la commune a été reconnue en état de catastrophe naturelle au titre des dommages causés par des mouvements de terrain en 1999.

#### Risque particulier
Dans plusieurs parties du territoire national, le radon, accumulé dans certains logements ou autres locaux, peut constituer une source significative d’exposition de la population aux rayonnements ionisants. Certaines communes du département sont concernées par le risque radon à un niveau plus ou moins élevé. Selon la classification de 2018, la commune de Saint-Julien-le-Châtel est classée en zone 3, à savoir zone à potentiel radon significatif.

## Toponymie
Durant la Révolution, la commune porte d'abord le nom de Saint-Julien-l'Égalité puis celui de Voise.

## Histoire
Berceau de l'antique maison de Saint-Julien dès le XIe siècle. La terre de Saint-Julien, le château qui a donné le nom au chef de cette famille, porte titre de première baronnie de la Marche. Les seigneurs de Saint-Julien portent de sable au lion d'or, billeté de même.
La famille De Saint-Julien tirent leur origine des princes de Chambon et des Sires de Bourbon.
Louis De Saint-Julien, chevalier, seigneur et baron de Saint-Julien et de la Rochette, seigneur de Daleron en Auvergne et de Beauregard en Combrailles comparut en qualité de premier baron de la province de la Marche à la convocation de la noblesse de cette province le 17 décembre 1470. Il rendit l'hommage de la terre de Saint-Julien le 26 février 1483 à la régente Anne De France.
(S'ensuit la déclaration des dix-neuf fiefs, des places, terres et seigneuries que tient noble et puissant seigneur messire Louis De Saint-Julien, chevalier, seigneur baron dudit lieu. Premièrement le château de Saint-Julien ou ledit chevalier a tout droit de Baronnie, justice haute, moyenne et basse. Place forte de grande étendue où il y a dans l'église de beaux jardins, fossoyé, environné de fortes murailles et autres fortifications).
Le château de Saint-Julien était flanqué de douze tours et défendu à la distance de 1,5 km par une tour isolée entourée de fossés (Tour du Breuil).
Cette antique forteresse fut reconstruite par Françoise De Chateauneuf (1602), veuve du Baron Claude De Saint-Julien.
Les fiefs tenus par le baron Claude De Saint-Julien : Montelladonne, Cherchaud, Haute-Serre, Joux, Montberger, Neyrolles, Rebeyrette, La Barre, La Chaud, Le Chier, La Courcelle, Le Montely, Le Theil, La Vaille, Luchat.
Les actuels derniers descendants de cette famille sont les familles PICAUD, BOUDEAU, DE SAINT-VAURY, D'USSEL.

## Politique et administration

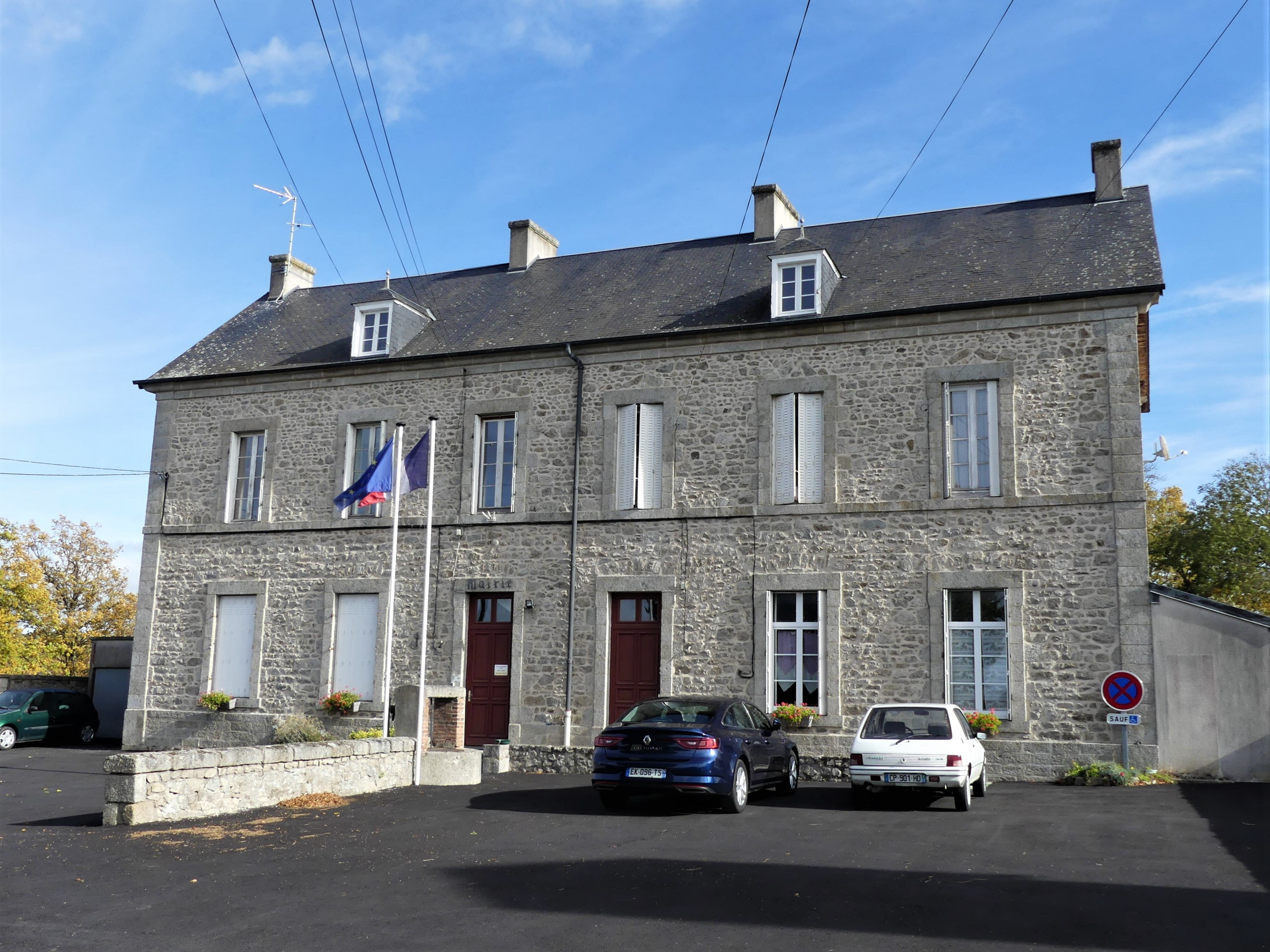
La mairie en 2021.

| Période                                  | Période   | Identité          | Étiquette | Qualité       |
| ---------------------------------------- | --------- | ----------------- | --------- | ------------- |
| Les données manquantes sont à compléter. |           |                   |           |               |
|                                          |           |                   |           |               |
| avant 1981                               |           | Maurice Lachaudru |           |               |
|                                          |           |                   |           |               |
| mars 2001                                | mars 2014 | Guy Nore          |           |               |
| mars 2014                                | En cours  | Catherine Roby    | UMP-LR    | Fonctionnaire |

## Démographie
L'évolution du nombre d'habitants est connue à travers les recensements de la population effectués dans la commune depuis 1793. Pour les communes de moins de 10 000 habitants, une enquête de recensement portant sur toute la population est réalisée tous les cinq ans, les populations de référence des années intermédiaires étant quant à elles estimées par interpolation ou extrapolation. Pour la commune, le premier recensement exhaustif entrant dans le cadre du nouveau dispositif a été réalisé en 2008.

En 2022, la commune comptait 150 habitants, en évolution de +3,45 % par rapport à 2016 (Creuse : −3,32 %, France hors Mayotte : +2,11 %).
| 1793 | 1800 | 1806 | 1821 | 1831 | 1836 | 1841 | 1846 | 1851 |
| ---- | ---- | ---- | ---- | ---- | ---- | ---- | ---- | ---- |
| 464  | 431  | 447  | 496  | 480  | 550  | 553  | 546  | 563  |

| 1856 | 1861 | 1866 | 1872 | 1876 | 1881 | 1886 | 1891 | 1896 |
| ---- | ---- | ---- | ---- | ---- | ---- | ---- | ---- | ---- |
| 550  | 530  | 549  | 569  | 580  | 572  | 550  | 516  | 513  |

| 1901 | 1906 | 1911 | 1921 | 1926 | 1931 | 1936 | 1946 | 1954 |
| ---- | ---- | ---- | ---- | ---- | ---- | ---- | ---- | ---- |
| 528  | 504  | 464  | 425  | 401  | 361  | 361  | 349  | 316  |

| 1962 | 1968 | 1975 | 1982 | 1990 | 1999 | 2006 | 2008 | 2013 |
| ---- | ---- | ---- | ---- | ---- | ---- | ---- | ---- | ---- |
| 286  | 279  | 246  | 190  | 174  | 172  | 169  | 168  | 155  |

| 2018 | 2022 | - | - | - | - | - | - | - |
| ---- | ---- | - | - | - | - | - | - | - |
| 141  | 150  | - | - | - | - | - | - | - |

## Culture locale et patrimoine

### Lieux et monuments
- Château de Saint-Julien-le-Châtel.
- Église Saint-Julien de Saint-Julien-le-Châtel[35].

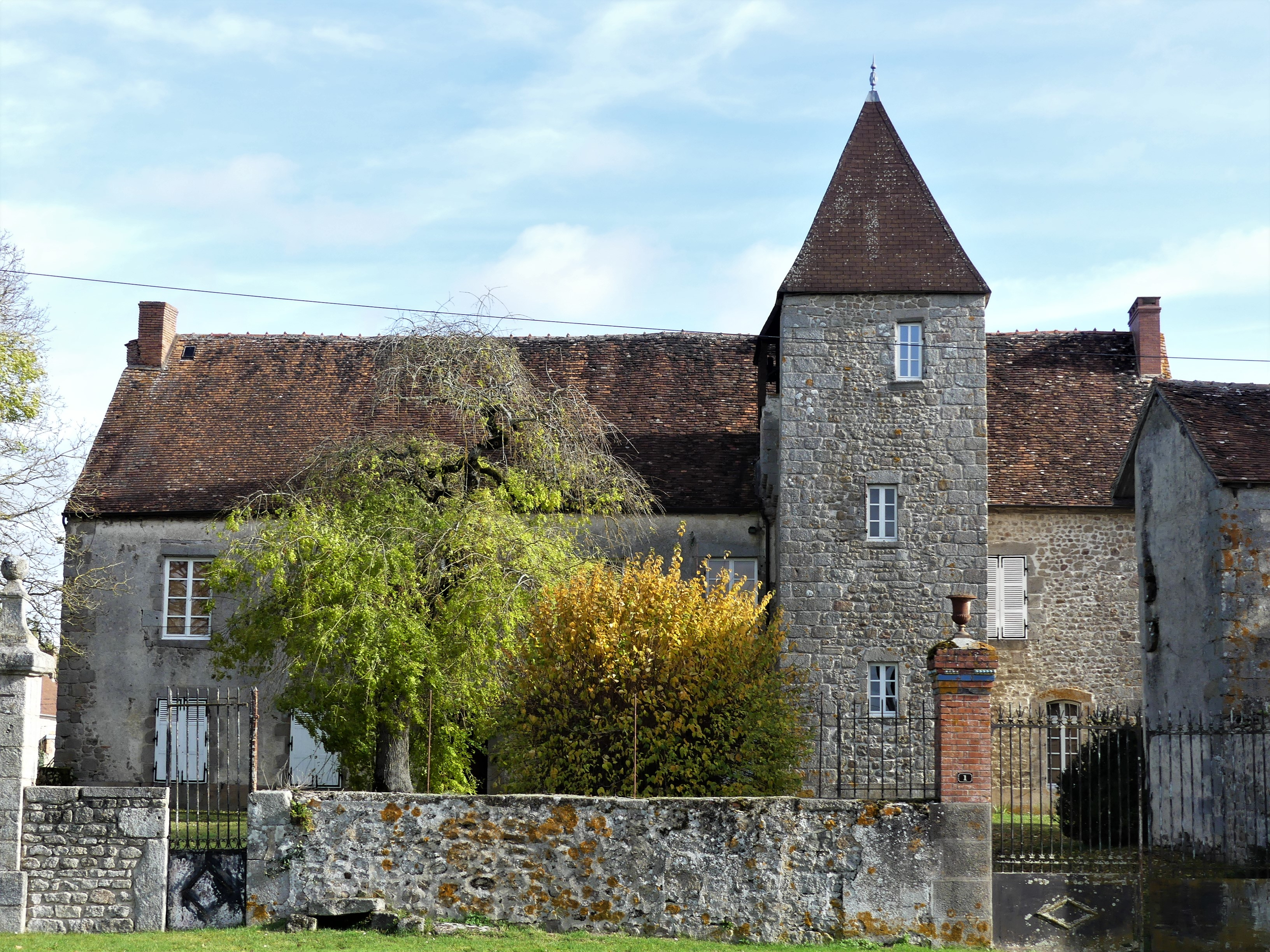
Le château.
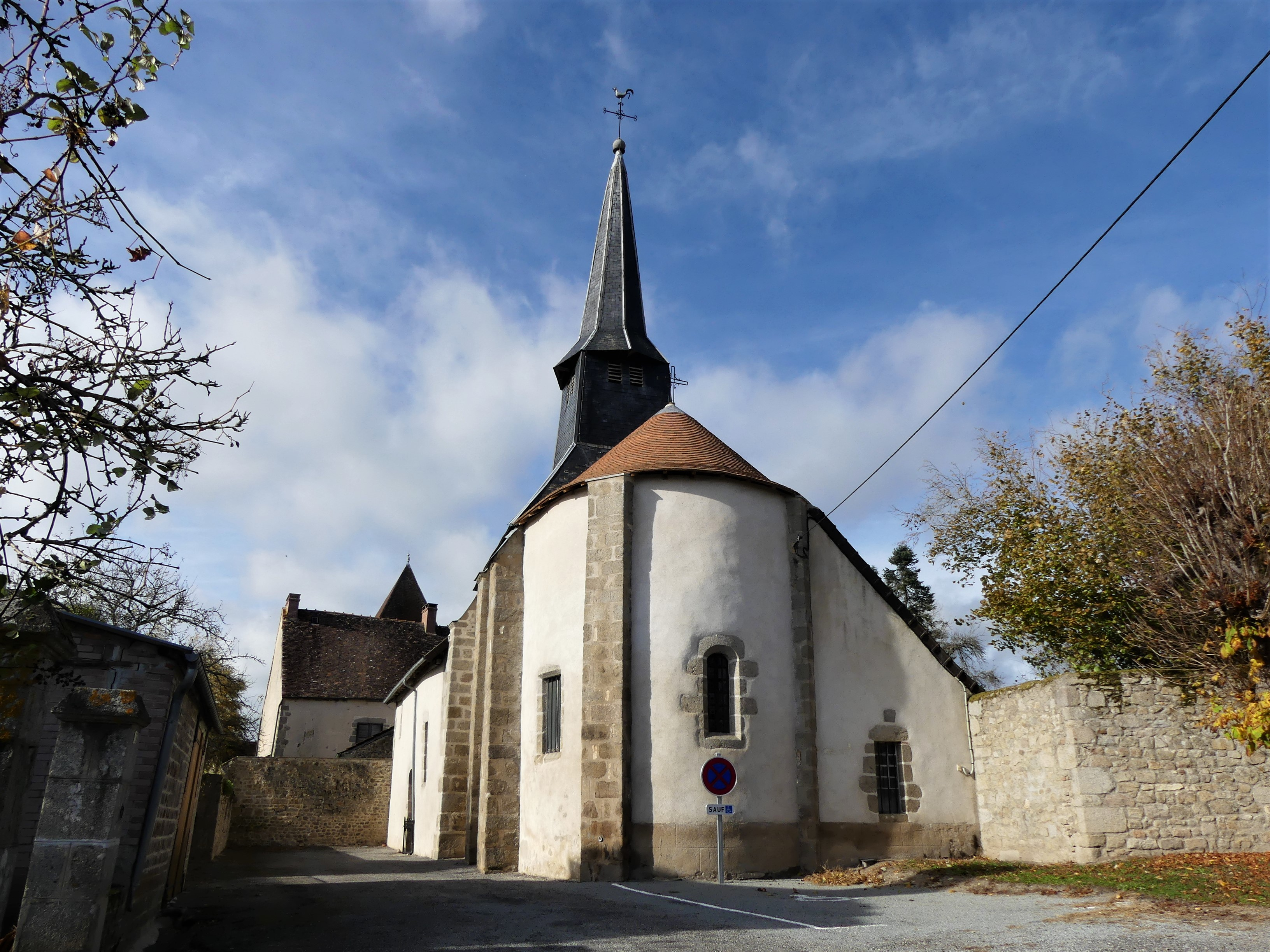
Le chevet de l'église.
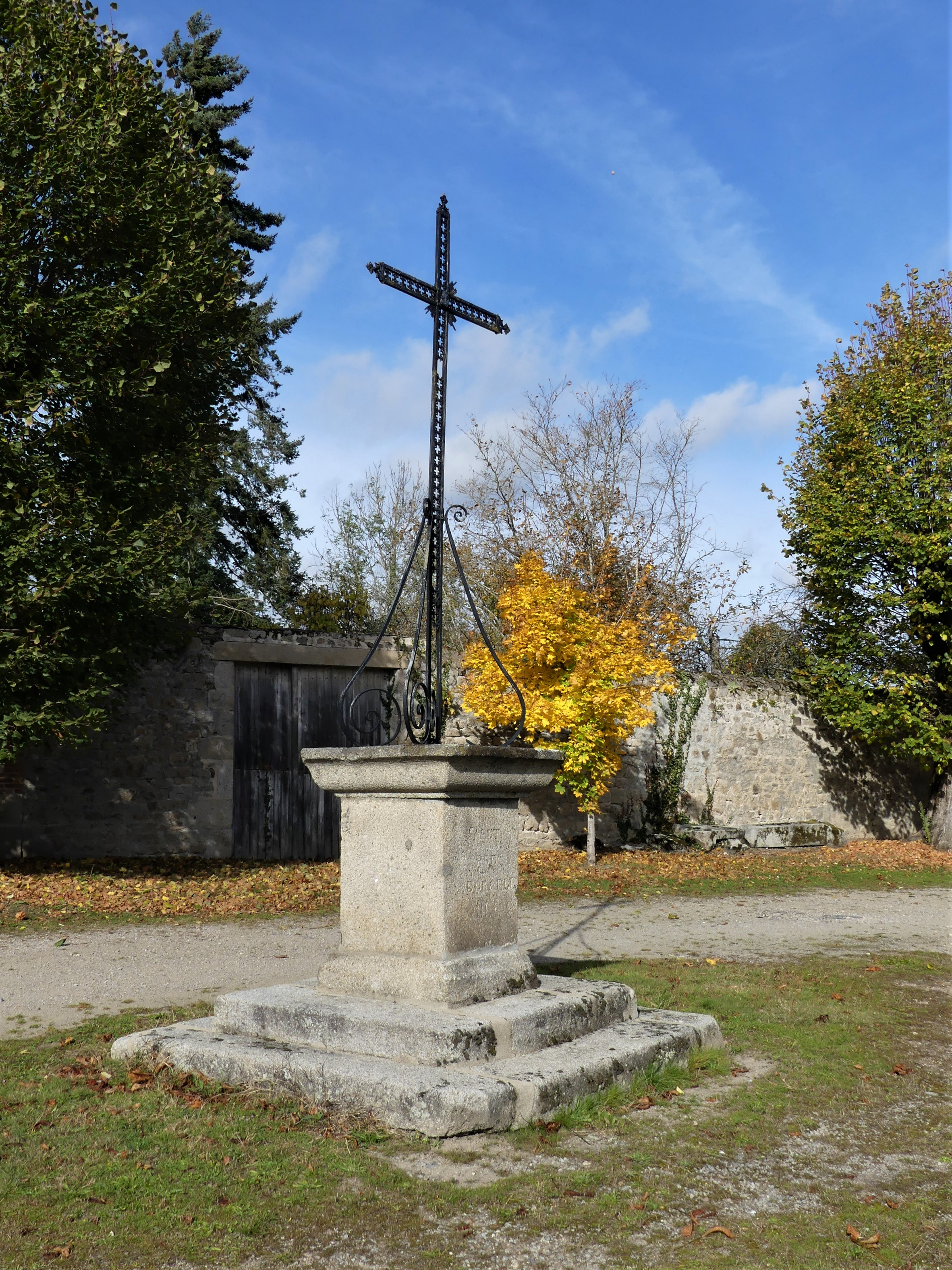
Croix monumentale proche du chevet de l'église.
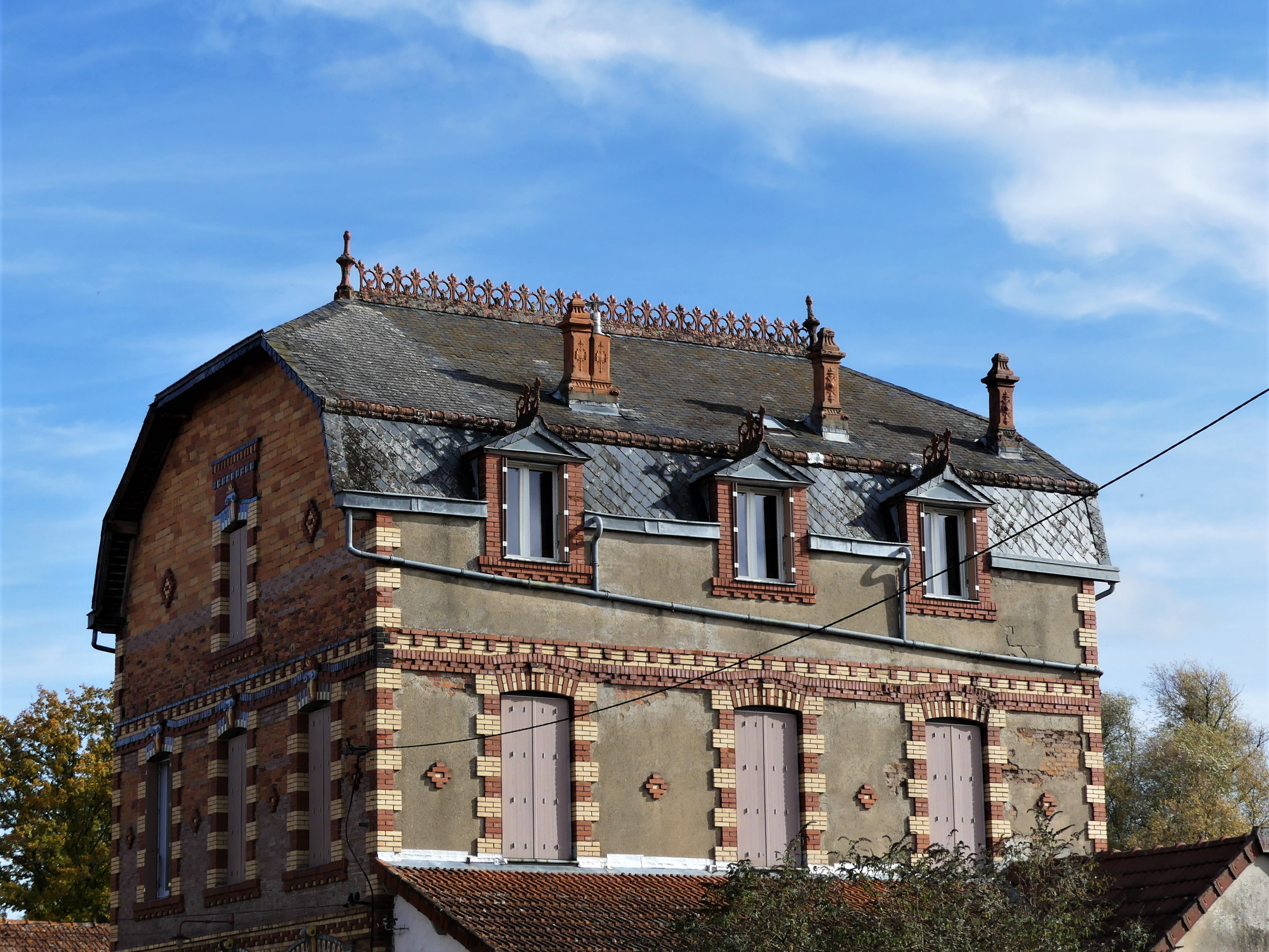
Bâtiment au sud du bourg.
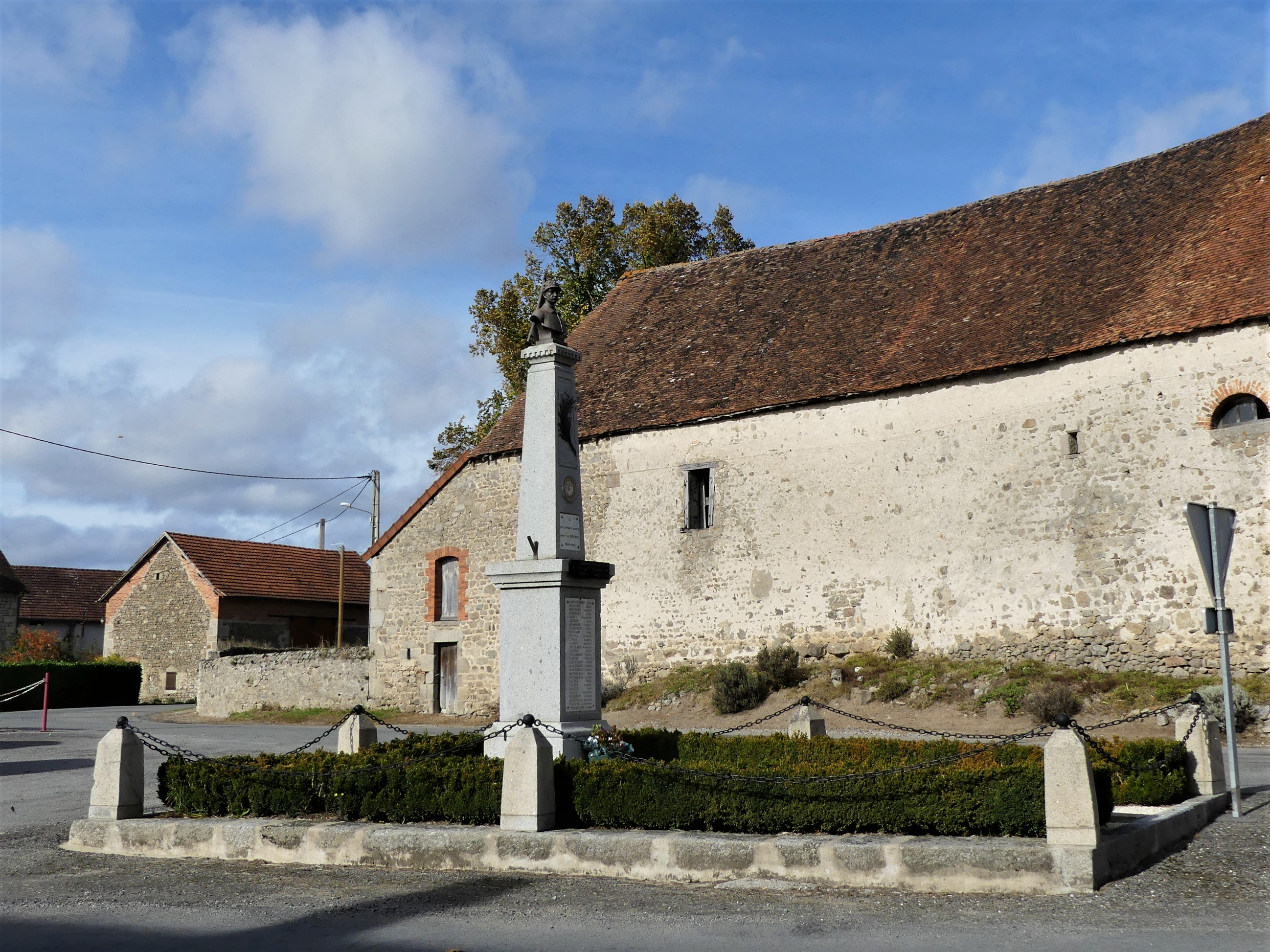
Le monument aux morts.
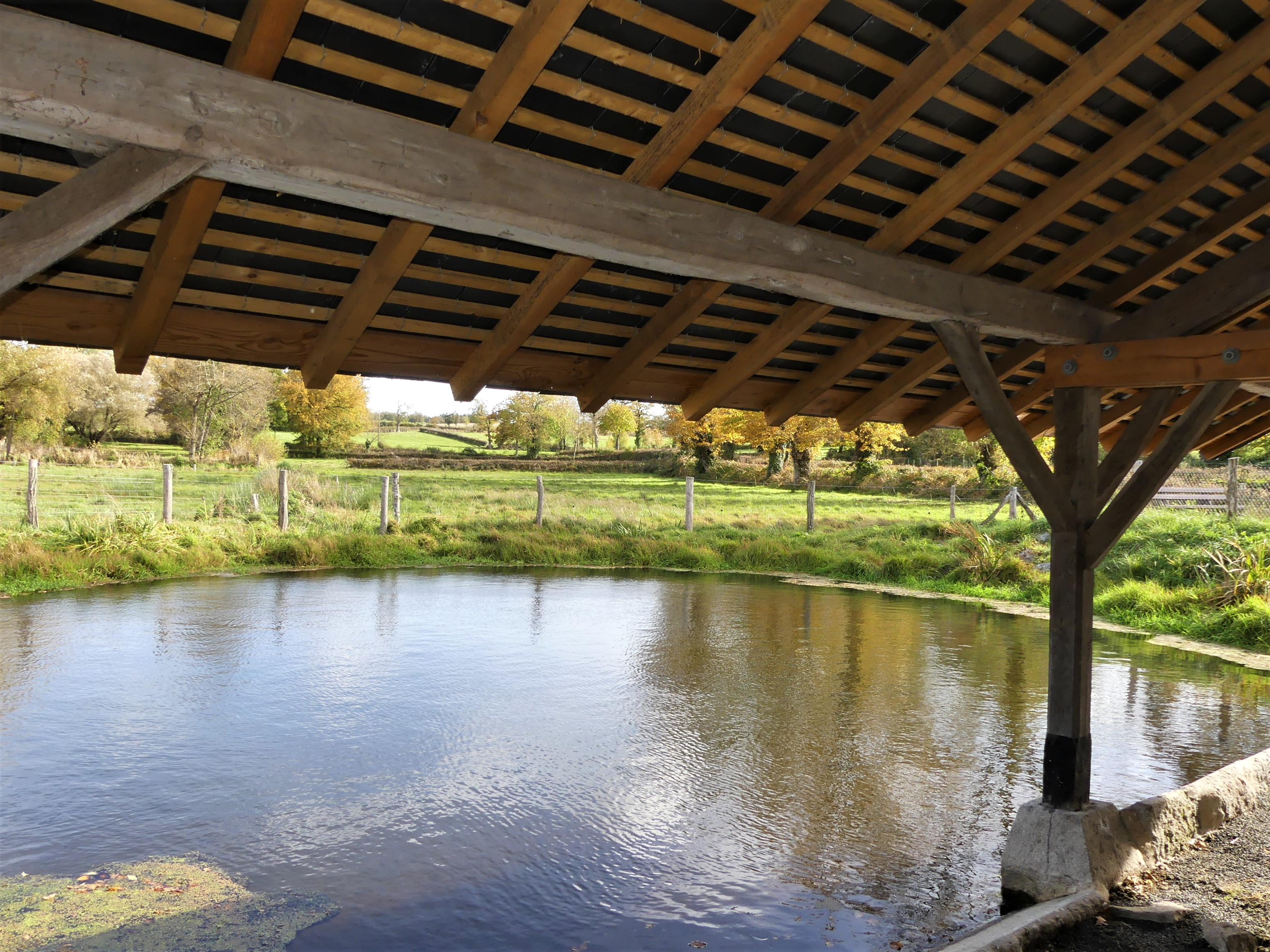
Le lavoir au sud du bourg.

### Personnalités liées à la commune
- Rainier Ier de Saint-Julien, baron de Saint-Julien, seigneur de Beauregard, de Perudette, de Veauce, des Farges et de Saint-Augustin. Il obtint en 1391 du roi Charles VI des lettres enjoignant aux hommagers de sa baronnie de faire guet et garde dans le château et forteresse de Saint-Julien.
- Louis de Saint-Julien, chevalier, seigneur et baron de Saint-Julien et de la Rochette en la Marche, seigneur de Daleron en Auvergne et de Beauregard en Combrailles, comparut en qualité de premier baron de la province de la Marche à la convocation de la noblesse de cette province le 17 décembre 1470. Il rendit l'hommage de la terre de Saint-Julien le 26 février 1483 à Anne de France, entre les mains de Jacques d'Aubusson, baron de la Borne, son sénéchal.
- Pierre de Saint-Julien, seigneur de la Rochette, de Beauregard, des Portes et du Breuil, chevalier de l'ordre du roi, lieutenant général de ses armées, colonel des Suisses, nommé en 1542 lieutenant du Roi en la province de la Marche.
- Urbain de Saint-Julien, seigneur de Peirudette, du Breuil, de Veauce, des Farges et du Sailhan, troisième fils de Rainier Ier et de Marie de Saint-Avit, obtint le 9 novembre 1415, du Roi Charles VI, un ordre adressé à Pierre de Montmorin, son chambellan et sénéchal de Saint-Pierre-le-Moutier, pour marcher au secours du seigneur de Peirudette contre son frère Louis, baron de Saint-Julien, qui lui faisait la guerre et qui le força à lui rendre hommage.
- Symphorien de Saint-Julien, seigneur de la Rochette, chevalier de l'ordre de Saint-Jean de Jérusalem, vice-amiral de France, ambassadeur en Hollande, gouverneur du Havre.
- Eugène Parry (1822-1900), né sur la commune, a été conseiller général, député et sénateur.

### Héraldique
| Blason de Saint-Julien-le-Châtel | Blason  | De sable semé de billettes d'or, à un lion du même armé et lampassé de gueules brochant.   |
| Blason de Saint-Julien-le-Châtel | Détails | Armes de la famille de Saint-Julien. Création Jean-François Binon, adoptée par la commune. |